# Église des Saints-Apôtres-Pierre-et-Paul-aux-Portes-de-la-Iaouza
L’église des Saints-Apôtres-Pierre-et-Paul-aux-Portes-de-la-Iaouza (en russe : Церковь Петра и Павла у Яузских ворот) de Moscou, mentionnée à partir de 1620, est une des églises du quartier de Khitrovka, qui donne sur la rue Petropavlovski.
L’église a également été appelée église des Saints-Apôtres-Pierre-et-Paul-à-Koulichki (Церковь Петра и Павла, что на Кулишках) ou sur la montagne (Церковь Петра и Павла на горке).
Le bâtiment actuel, de forme octogonale et dans le style du baroque moscovite, date de 1700-1702 et a été remanié plusieurs fois (la dernière en 1882). Le clocher à trois niveaux, érigé en 1771, est lui dans le style du classicisme. Cette église est la seule du quartier à avoir pu continuer son activité religieuse sans interruption pendant la période soviétique ; elle abrite des icônes provenant d’églises qui ont elles été détruites. Auprès de l’église se trouve également le métochion de l’Église orthodoxe serbe.

## Illustrations

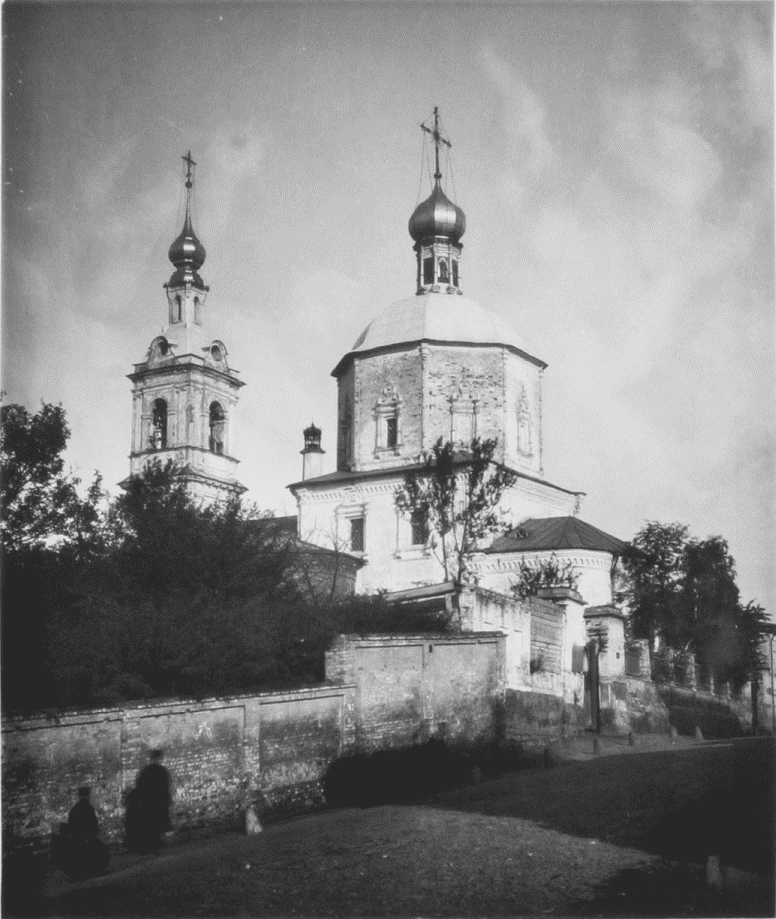
L’église en 1882
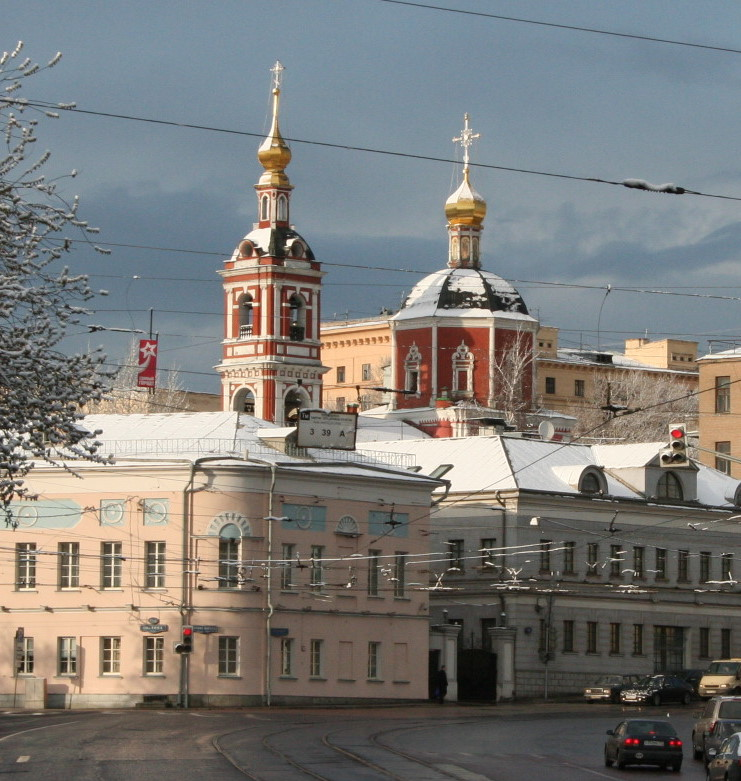
L’église sous la neige en 2008
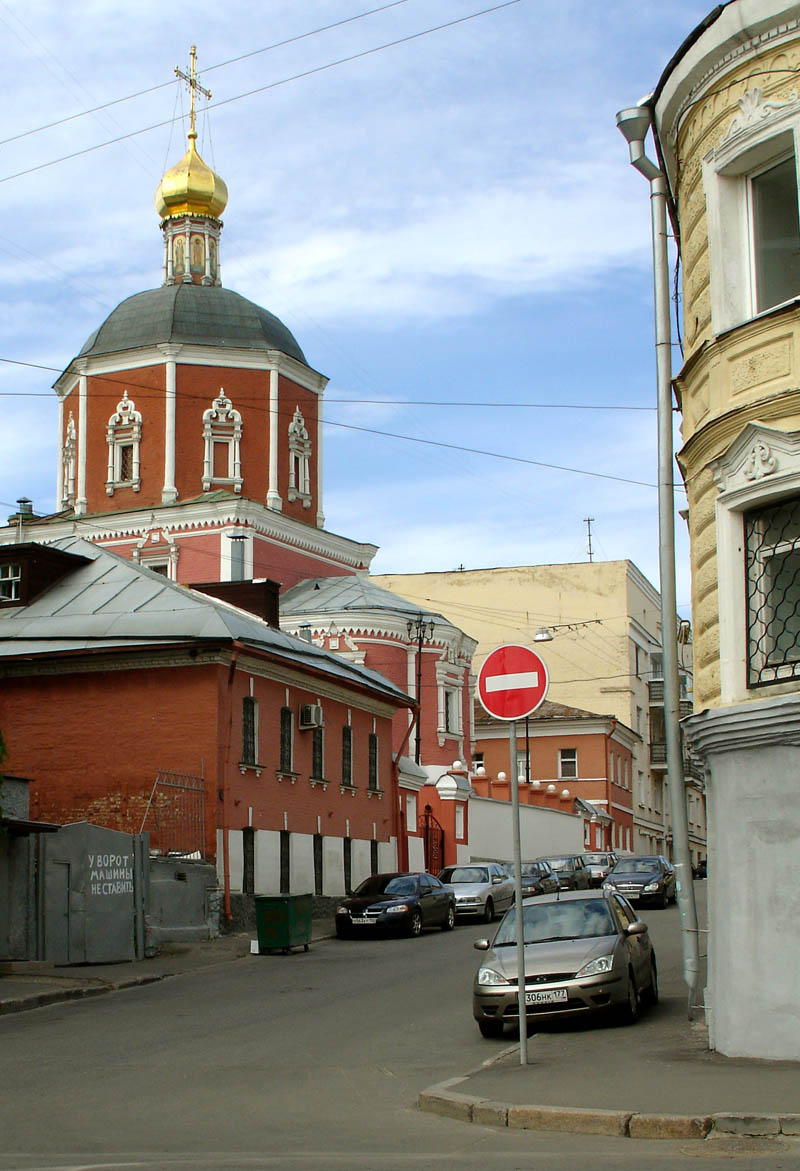
Vue de la rue Petropavlovsky